# Hallett Motor Racing Circuit
Der Hallett Motor Racing Circuit ist eine permanente Motorsport-Rennstrecke in Hallet im Pawnee County im US-Bundesstaat Oklahoma.

## Geschichte

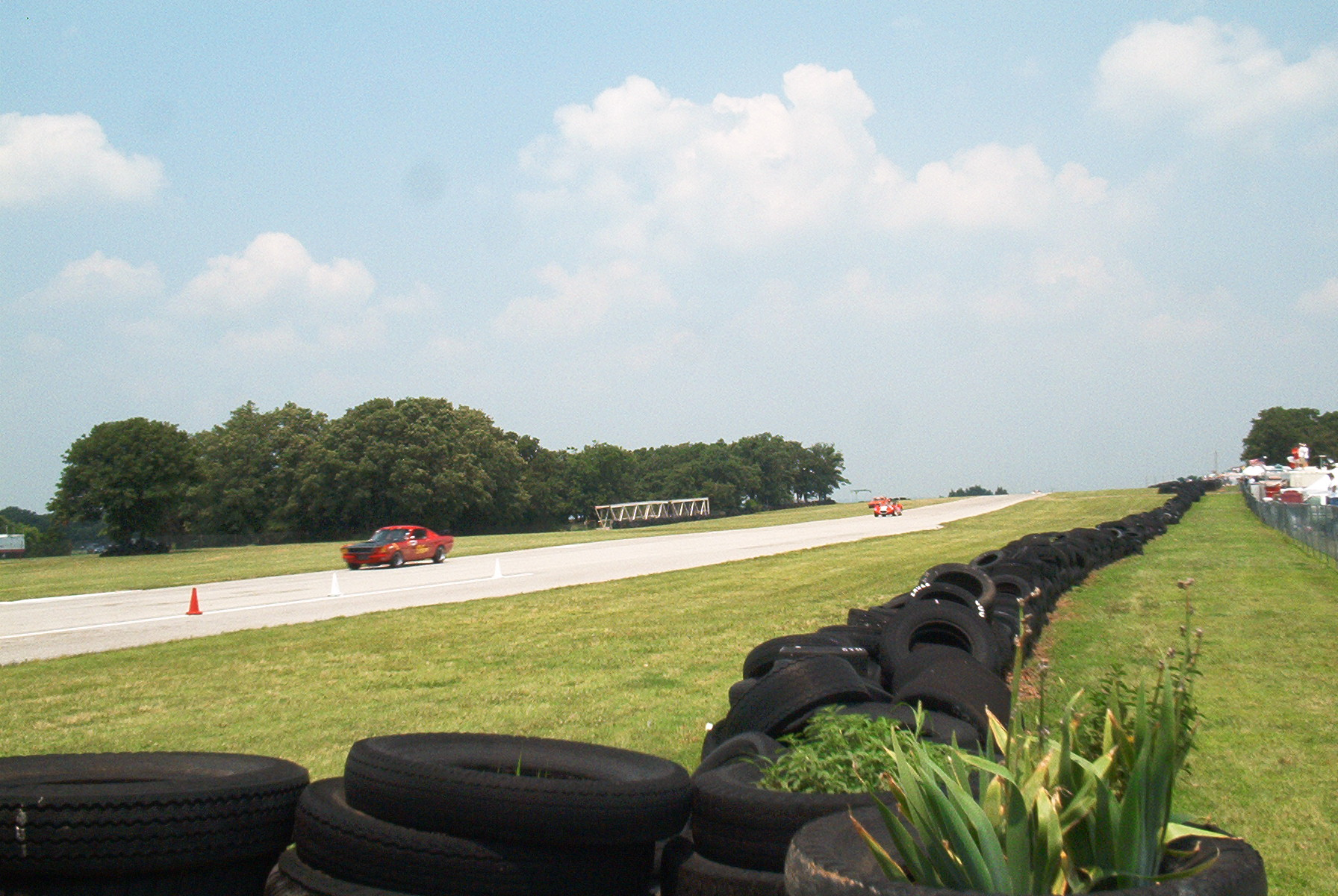
Die Strecke

Die Strecke wurde 1976 vom ehemaligen Rennfahrer Anatoly Arutunoff gegründet, welcher diese auf einem von ihm gekauften Stück Land erbaute. In den ersten Jahren ihres Bestehens erlangte sie dank der Austragung verschiedener IMSA- und Can-Am-Rennen Bekanntheit. Arutunoff verkaufte die Anlage und der Besitz wechselte in den Folgejahren mehrmals, wobei alle Besitzer Probleme damit hatten, die Strecke weiterzuentwickeln. Gerüchten zufolge wurde sogar ein Verkauf des Geländes zugunsten von neuem Wohnraum in Betracht gezogen.
Unter dem Besitzer Mike Stephens kehrte der Erfolg der Strecke zurück, seit Stephens’ Tod ist sie in den Händen seiner Nachfolger. Sie wird unter anderem von der Competition Motor Sports Association verwendet.

## Die Strecke
Der Kurs wurde ohne jegliche Landschaftsgestaltung erbaut, was dazu führte, dass dieser starke Höhenunterschiede aufweist. Die Auslaufzonen bestehen aus Gras und werden lediglich durch Reifenstapel abgegrenzt.
Die Strecke kann in beide Richtungen gefahren werden.